# Fernand Pelez
Fernand Pelez (Parigi, 18 gennaio 1848 – Parigi, 7 agosto 1913) è stato un pittore francese.

## Biografia
Fernand Emmanuel Pelez de Cordoba d'Aguilar fu figlio d'arte e respirò il disegno e la pittura sin dalla nascita. Suo padre, Raymond Pelez, era un noto illustratore, mentre suo zio e suo fratello erano i pittori Fernand Pelez de Cordova e Raymond Pelez detto "Chalumeau". La madre si chiamava Louise Marie Fanny Bonbrain. Egli venne pertanto iniziato alla pittura da suo padre sin dalla più tenera età. Studiò quindi all'École des beaux-arts di Parigi con Félix-Joseph Barrias e Alexandre Cabanel. Al termine dei suoi studi venne nominato insegnante di disegno in una scuola cittadina. A quel tempo Pelez abitava al nº 15 di rue de la Tour-d'Auvergne, ma in seguito egli aprirà il suo atelier in Boulevard de Clichy.

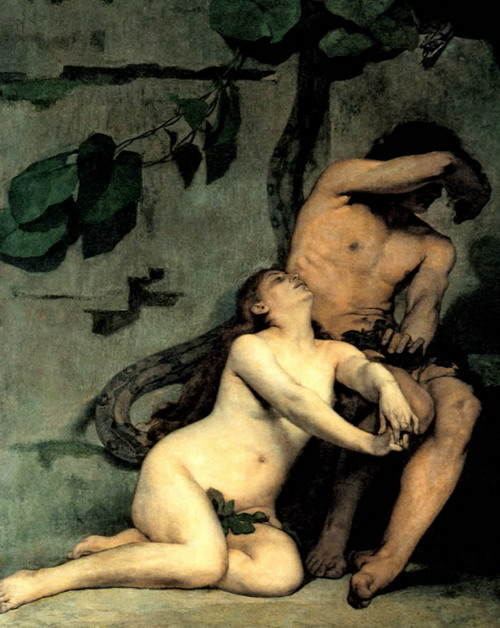
Adamo ed Eva, 1876

La sua prima esposizione al "Salon" avvenne nel 1866. A questo primo periodo appartengono le opere storiche, come "La Mort de l'empereur Commode" (Museo di belle arti di Béziers) e "Adam et Ève" (Museo Anne de Beaujeu di Moulins). Pelez si confermò così buon allievo dei suoi maestri e artista pienamente accademico. Nel 1880 Pelez conobbe il pittore naturalista Jules Bastien-Lepage e rimase fortemente colpito dai suoi soggetti e dall'atmosfera che essi evocavano. Questa "scoperta" lo indusse ad un cambiamento radicale della sua pittura: Pelez, infatti, abbandonò del tutto l'accademismo e la freddezza dei temi storici e si dedicò totalmente alla rappresentazione della realtà popolare, intesa soprattutto come realtà delle classi più povere.
A ciò lo condussero delle serie riflessioni sulla condizione umana, alle quali egli si abbandonò con convinzione. I suoi "bambini mendicanti " si possono inquadrare in quella forma di estetica, tipica della pittura spagnola di quegli anni, e che esprimeva l'eredità artistica e culturale di Murillo. Si può dire dunque che l'arte di Pelez ebbe due distinte facce: l'accademismo iniziale e il naturalismo/realismo della seconda parte della sua vita. Nel 1891 Pelez fu decorato con il titolo di Cavaliere della Legion d'onore e ne fu promosso ufficiale nel 1910. Fernand Pelez morì a Parigi all'età di 65 anni.

## Opere
Selezione delle opere presenti in collezioni pubbliche.

### In Canada
- Ottawa, Museo di Belle arti del Canada: "The Homeless Boy" (Il ragazzo senza casa), 1887, olio su tela

### In Francia
- Béziers, Museo di belle arti: "La Mort de l'empereur Commode" (La morte dell'imperatore Commodo), olio su tela
- Chambéry, Museo di belle arti: "Le petit marchand de citrons" (Il piccolo venditore di limoni), 1895-1897, olio su tela[4]
- Laval, Museo del "Viex Châeau": "Martyr", o "La Misère" o "Le petit marchand de violettes" (Il piccolo venditore di violette), olio su tela[5]
- Le Havre, Museo d'arte moderna André-Malraux: "Le Lavoir" (Il lavatoio), olio su tela
- Moulins, Museo Anne de Beaujeu: "Adam et Ève", olio su tela
- Parigi, Petit Palais :
  - "Un Martyr", o "Le petit marchand de violettes", 1885, olio su tela
  - "Grimaces et Misères. Les Saltimbanques" (Smorfie e miserie, i saltimbanchi) 1888, olio su tela
  - "La Bouchée de pain, la Charité" (Il boccone di pane), 1892-1908, huile sur toile;
  - "La Vachalcade", 1896, olio su tela
- Municipio di Parigi: "L'Humanité" o "Le Christ dans le square" (Il Cristo nella piazza), 1896, olio su tela
- Quimper, Museo di belle arti: "Le Marchand de citrons" (Il venditore di limoni), olio su tela
- Senlis, Museo d'Arte e Archeologia: "La Victime" o "L'Asphyxiée" (La vittima o L'asfissiata), 1886, olio su tela[6].

## Galleria d'immagini

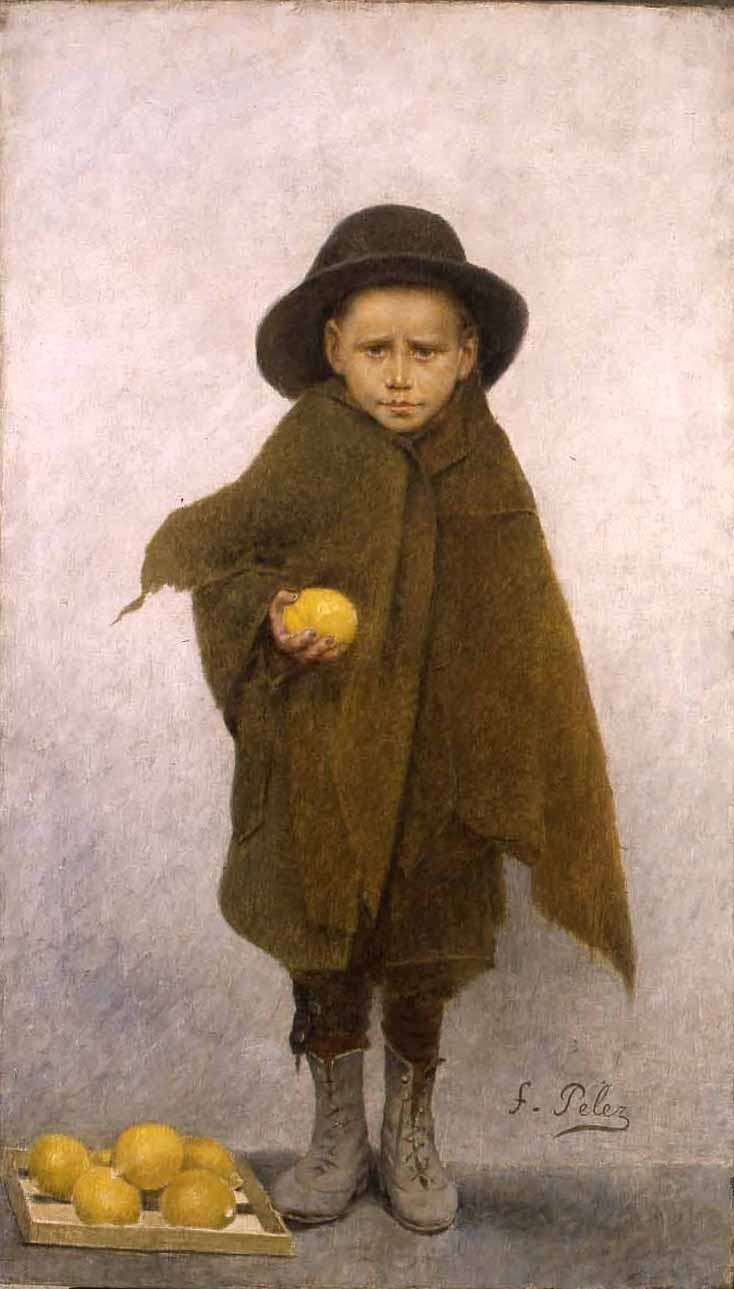
Il piccolo venditore di limoni
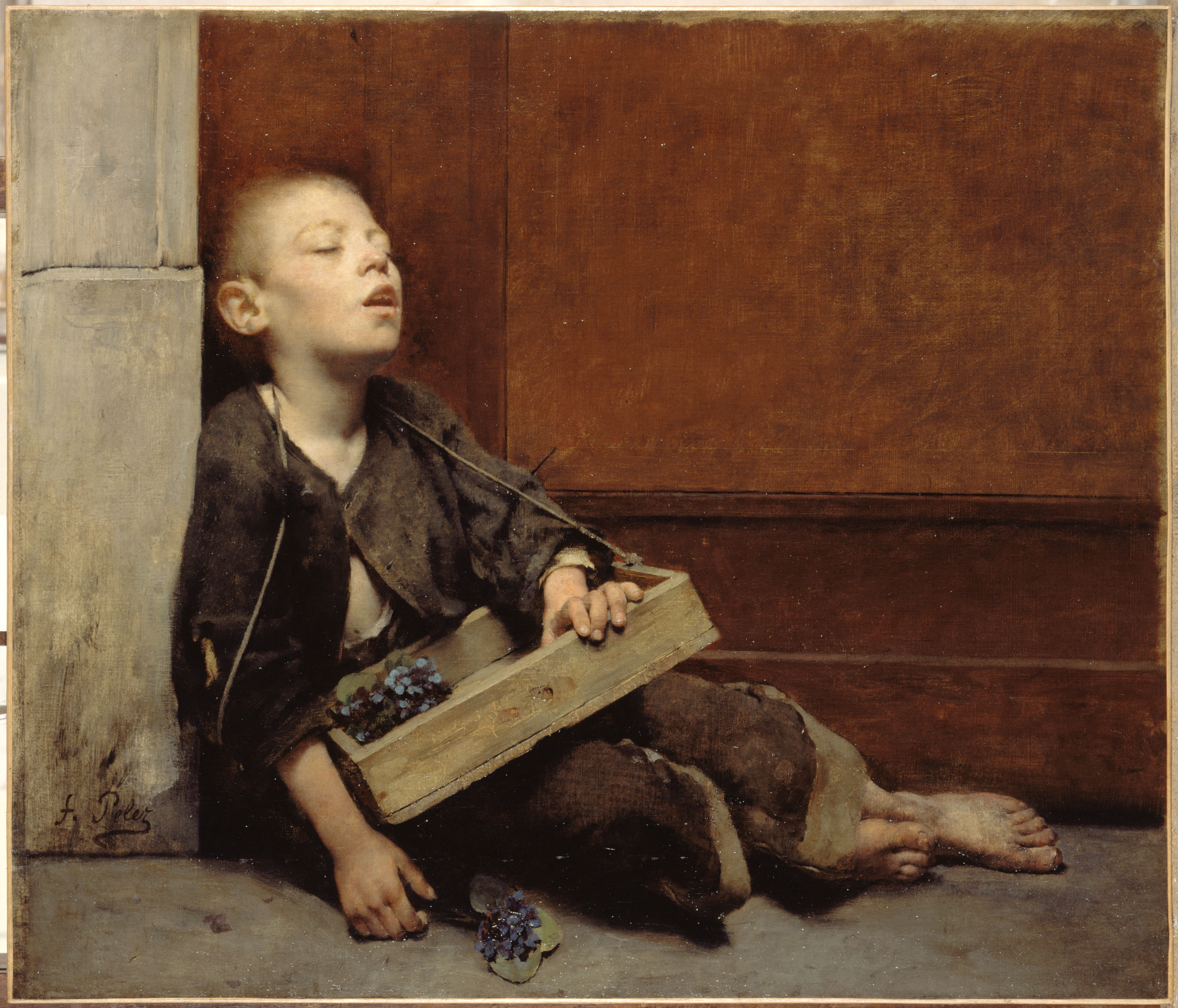
Il piccolo venditore di violette
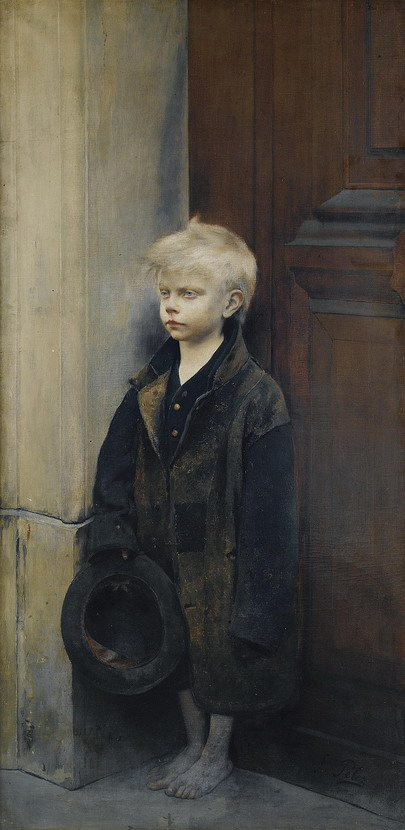
Il piccolo mendicante
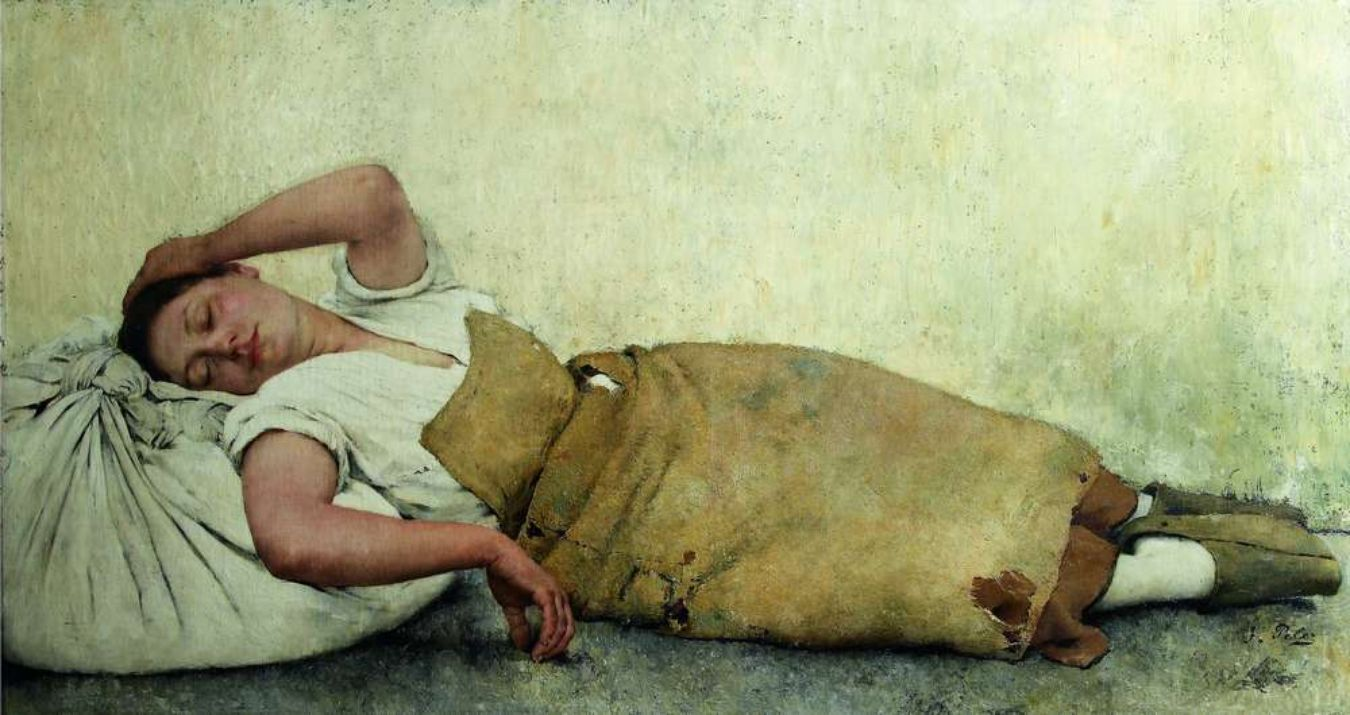
La lavandaia addormentata
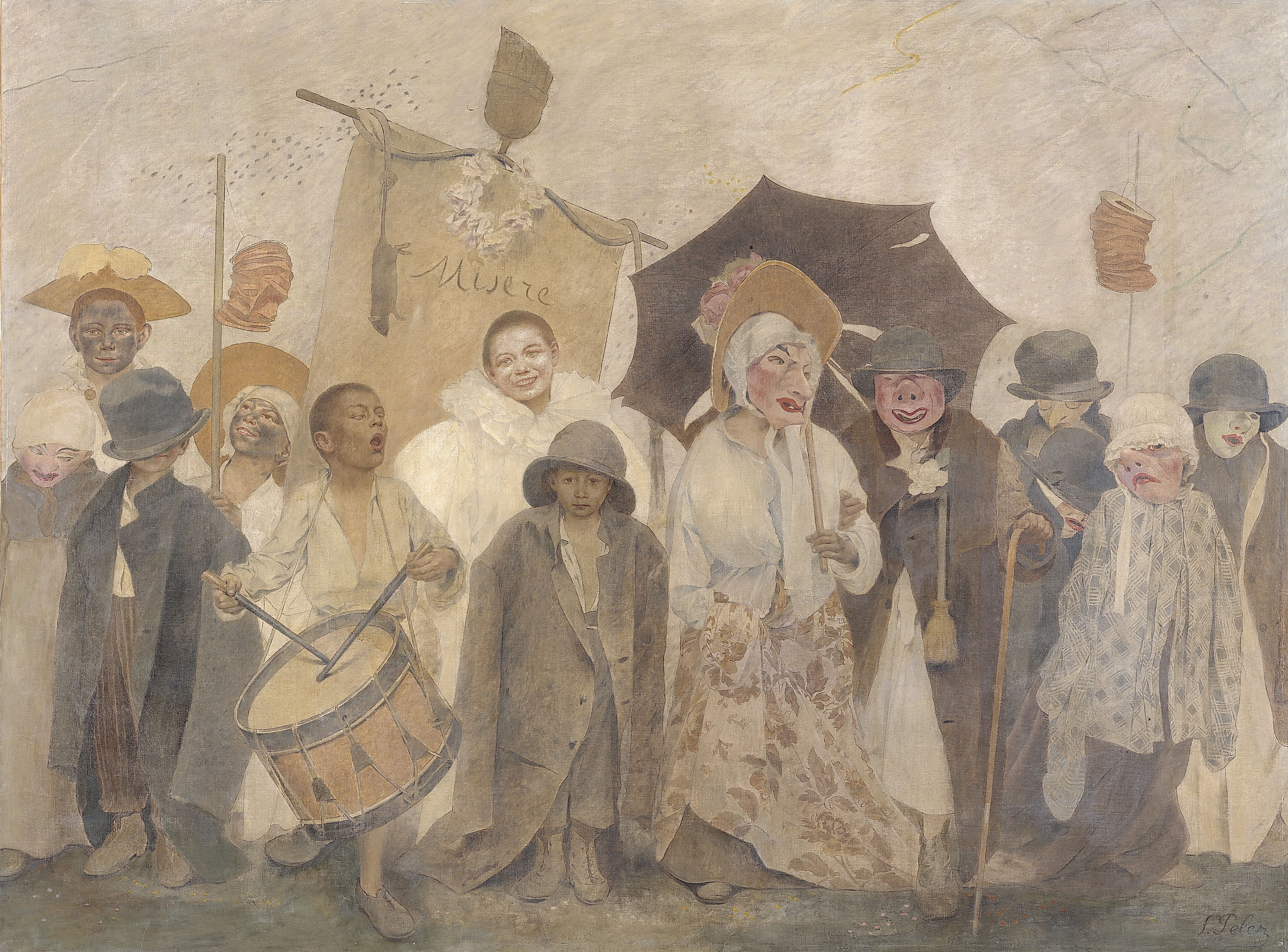
La Vachalcade

## Salon
- 1875: Les Tireurs d'arc (I tiratori d'arco)
- 1876: Adam et Ève
- 1880: Au Lavoir (Al lavatoio)
- 1884: Sans Asile ou les Expulsés (Senza asilo o Gli espulsi)
- 1885: La Misère à l'opéra (La miseria all'Opera)
- 1886: La Victime (La vittima)

## Riconoscimenti e decorazioni
- 1876: medaglia di terza classe al Salon
- 1879: medaglia di seconda classe al Salon
- 1880: medaglia di prima classe al Salon
- 1883: membro della "Société des artistes français"
- 1889: medaglia d'argento all'Esposizione universale del 1889
- 1891: nominato Cavaliere della Légion d'honneur[7]
- 1910: promosso Ufficiale della Légion d'honneur

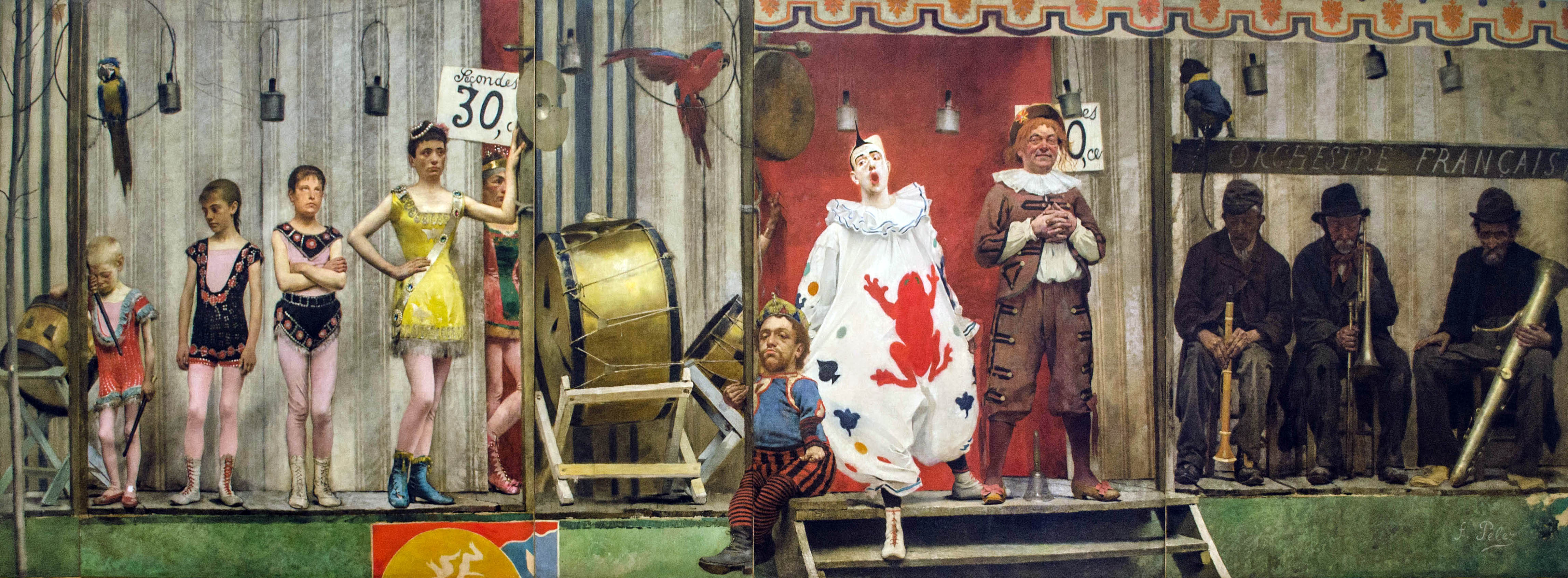
Smorfie e miserie. I saltimbanchi

## Mostre
- Esposizione universale del 1889: Sans asile ou les Expulsés
- Parigi, Petit Palais, Fernand Pelez (1848-1913), la parade des humbles, dal 24 settembre 2009 al 17 gennaio 2010

## Altri progetti

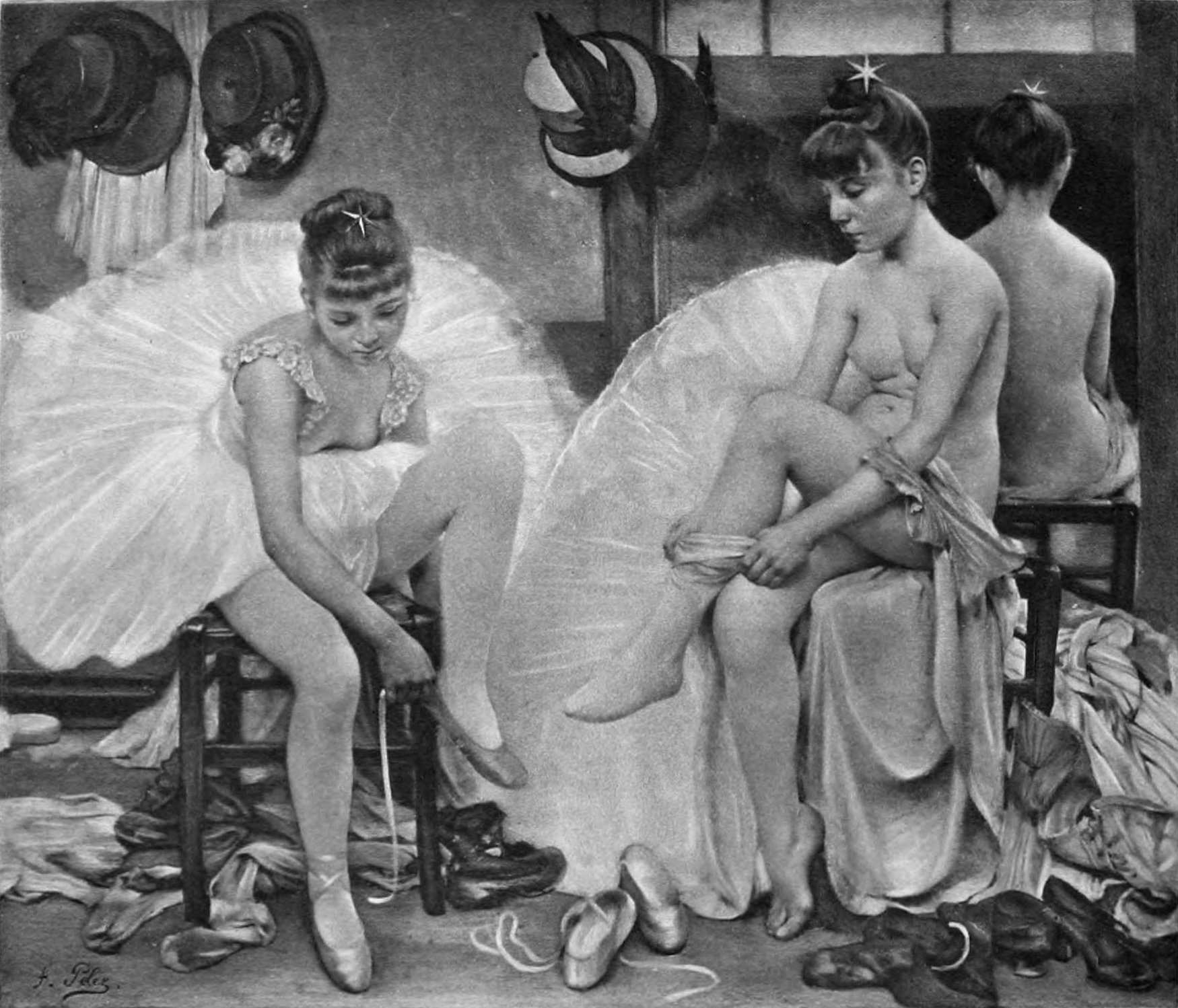
La miseria all'Opéra